# Liste des épisodes de Highlander
Cet article présente la liste des épisodes de la série télévisée franco-canadienne Highlander, composée de 6 saisons en 119 épisodes diffusée de 1992 à 1998.

## Première saison (1992-1993)
1. La Rencontre (The Gathering)
2. Jeux dangereux (Family Tree)
3. Dose mortelle (Road Not Taken)
4. Coupable d'innocence (Innocent Man)
5. Chute libre (Free Fall)
6. Sale journée pour les otages (A Bad Day in Building A)
7. Prise au piège (Mountain Men)
8. Médecine mortelle (Deadly Medicin)
9. Le "Sea Witch" (The Sea Witch)
10. Froide vengeance (Revenge Is Sweet)
11. Meurtres en série (See No Evil)
12. Témoin oculaire (Eyewitness)
13. Combat sans merci (Band of Brothers)
14. A la Santé du Diable (For Evil's Sake)
15. Le Poison Redoutable (For Tomorrow We Die)
16. Meurtre à l'Opéra (The Beast Below)
17. Une passion Immortelle (Saving Grace)
18. Double Jeu (The Lady And The Tiger)
19. Une Collection Convoitée (Eye of the Beholder)
20. L'ange exterminateur (Avenging Angel)
21. Etat de siège (Nowhere to Run)
22. La traque (The Hunters)

## Deuxième saison (1993-1994)
1. Les Guetteurs (The Watchers)
2. Le Dernier Rendez-vous (Studies in Light)
3. Volte-face (Turnabout)
4. Plus sombre que la nuit (The Darkness)
5. Œil pour œil (Eye For an Eye)
6. La Zone (The Zone)
7. Le Retour d'Amanda (The Return of Amanda)
8. La Vengeance (Revenge of the Sword)
9. Sa vie est un combat (Run For Your Life)
10. En hommage à Tommy (Epitaph For Tommy)
11. Le Combattant (The Fighter)
12. Au nom de la loi (Under Color of Authority)
13. Pour l'amour d'un enfant (Bless the Child)
14. Une alliance dangereuse, première partie (Unholy Alliance - Part One)
15. Une alliance dangereuse, deuxième partie ( Unholy Alliance - Part Two)
16. Le Vampire (The Vampire)
17. Le Manipulateur (Warmonger)
18. La Fille du pharaon (Pharaoh's Daughter)
19. L'Héritage de cristal (Legacy)
20. Le Fils prodigue (Prodigal Son)
21. Le Miroir de Tessa, première partie (Counterfeit - Part One)
22. Le Miroir de Tessa, deuxième partie (Counterfeit - Part Two)

## Troisième saison (1994-1995)
1. Le Samouraï (The Samourai)
2. Ligne de mire (Line of fire)
3. Le Révolutionnaire (The Revolutionary)
4. La Croix de Saint-Antoine (The Cross of Saint Antoine)
5. Le Passage (Rite of the Passage)
6. Descente aux enfers (Courage)
7. Le Masque de l'innocence (The Lamb)
8. Obsession (Obsession)
9. L'Ombre de la mort (Shadows)
10. Le Chantage (Blackmail)
11. Vendetta (Vendetta)
12. Éducation criminelle (They Also Serve)
13. Confiance aveugle (Blind Faith)
14. Le Chant du bourreau (Song of the Executioner)
15. Marqué par le destin (Star-Crossed)
16. Methos (Methos)
17. Retiens la nuit (Take Back the Night)
18. Témoin à charge (Testimony)
19. Péchés mortels (Mortal Sins)
20. Doute légitime (Reasonable Doubt)
21. Finale, première partie (Finale - Part One)
22. Finale, deuxième partie (Finale - Part Two)

## Quatrième saison (1995-1996)
1. Retour aux sources (Homeland)
2. Frères d'armes (Brothers in Arms)
3. L'Homme perdu (The Innocent)
4. Les Rabatteurs (Leader of the Pack)
5. Le Porte-bonheur (Double Eagle)
6. Les Retrouvailles (Reunion)
7. Le Colonel (The Colonel)
8. La Dérobade (Reluctant Heroes)
9. Pour l'amour de Kali (The Wrath of Kali)
10. Amour à mort (Chivalry)
11. Course contre la montre (Timeless)
12. Au bout du tunnel (The Blitz)
13. L'Emprise du mal, première partie (Something Wicked)
14. L'Emprise du mal, deuxième partie (Deliverance)
15. Sous la foi du serment (Promises)
16. Le Cadeau de Mathusalem (Methuselah's Gift)
17. L'Immortel Cimoli (The Immortal Cimoli)
18. Amnésie (Through a Glass, Darkly)
19. La Règle du jeu (Double Jeopardy)
20. Jusqu'à la mort (Till Death)
21. Le Jour du jugement (Judgment Day)
22. Minuit moins une (One Minute To Midnight)

## Cinquième saison (1996-1997)
1. La Prophétie (Prophecy)
2. Prise de conscience (The End of Innocence)
3. Chasse à l'homme (Manhunt)
4. La Belle Époque (Glory Days)
5. Auteur à scandale (Dramatic License)
6. À tout prix (Money No Object)
7. L'Esprit vengeur (Haunted)
8. L'Apprenti sorcier (Little Tin God)
9. Le Messager (The Messenger)
10. Opération Walkyrie (The Valkyrie)
11. Les Cavaliers de la mort (Comes a Horseman)
12. Le Retour de l'apocalypse (Revelation 6:8)
13. Une prison dorée (Ransom of Richard Redstone)
14. Flamenco (Duende)
15. La Pierre de Scone (The Stone of Scone)
16. Le Pardon (Forgive Us Our Trespasses)
17. Byron, l'ange noir (The Modern Prometheus)
18. Punition suprême (Archangel)

## Sixième saison (1997-1998)
1. Le Nouveau Départ (Avatar)
2. L'Affrontement (Armageddon)
3. Péché Paternel (Sins of the Father)
4. Immunité diplomatique (Diplomatic Immunity)
5. La Patiente disparue (Patient Number 7)
6. Traque sur ordinateur (Black Tower)
7. Suspects (Unusual Suspect)
8. Justice (Justice)
9. Une photo de trop (Deadly Exposure)
10. 2 de cœur (Two of Hearts)[1]
11. Indiscrétions (Indiscretions)[2]
12. Être (To Be)
13. Ne pas être (Not to Be)